# 巴斯蒂安·赖因哈特
巴斯蒂安·赖因哈特（Bastian Reinhardt，1975年11月19日—）是一名前德國足球運動員，球員時代擔任中堅，現時為德甲球會漢堡的體育總監。